# Arquitetura construtivista
A arquitectura construtivista foi um movimento na arquitectura moderna que se desenvolveu na União Soviética na década de 1920 e 1930. Aliava os avanços na tecnologia e engenharia sob uma óptica social comunista. Embora dividido por várias facções rivais, o movimento produziu inúmeros projectos pioneiros antes de cair em desgraça por volta de 1932. A sua produção exerceu uma influência considerável nos movimentos de arquitectura do século XX.

## Definir o construtivismo
A arquitectura construtivista destacou-se a partir do movimento construtivista nas artes, que se tinha formado a partir do futurismo Russo. A arte construtivista tentava aplicar a visão tridimensional cubista a composições totalmente abstractas e não objectivas através de elementos cinéticos. Após a Revolução Russa de 1917, o movimento foca a sua atenção nas novas exigências sociais e industriais impostas pelo novo regime. Emergiram duas correntes distintas, a primeira encabeçada pelo Manifesto realista de Antoine Pevsner e Naum Gabo, dizendo respeito ao espaço e ritmo; e a segunda representava uma luta dentro do Narkompros, entre os que argumentavam uma "arte pura" e os produtivistas como Alexander Rodchenko, Varvara Stepanova e Vladimir Tatlin, um grupo com maior foco nas questões sociais e que pretendia que a arte fosse incorporada na produção industrial.
Em 1922 ocorre uma separação quando Pevsner e Gabo emigram. O movimento desenvolve-se então seguindo uma visão utilitarista. A maioria produtivista obtém o apoio do Proletkult e da revista LEF, e torna-se mais tarde a influência dominante do colectivo de arquitectura OSA.

## Uma revolução na arquitectura

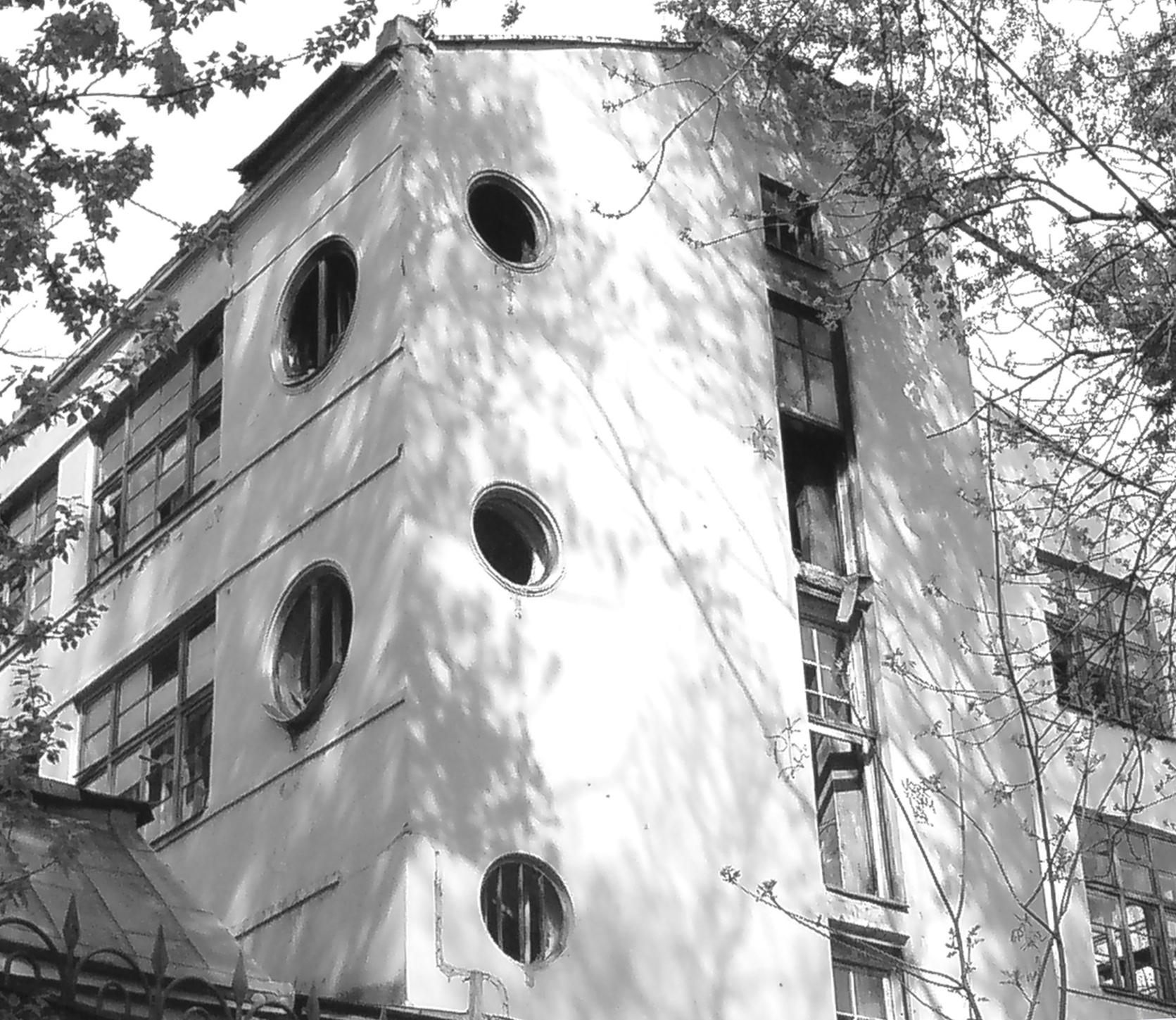
Oficinas da revista Ogonyok, de El Lissitzky

O primeiro e mais conhecido projecto de arquitectura construtivista foi a proposta de 1919 para a sede do Comintern em São Petersburgo, da autoria do arquitecto Vladimir Tatlin, frequentemente referida como Monumento à III Internacional ou Torre de Tatlin. Apesar de nunca ter sido construída, a escolha dos materiais (vidro e ferro), o seu espírito futurista e a sua afirmação política (o movimento dos seus volumes internos simbolizava a revolução do proletariado e a dialética) ditaram o tom para os projectos mais significativos da década de 1920.
Outro projecto relevante do início do movimento foi uma tribuna móvel para Lenine, concebida por El Lissitzky em 1920. Durante a Guerra civil russa, o grupo UNOVIS, centrado à volta de Lissitzky e Kasimir Malevich, desenha vários projectos que fazem o casamento contra-natura da abtracção não objectiva do suprematismo com objectivos mais utilitários, através da concepção de cidades ideais construtivistas.

## Galeria

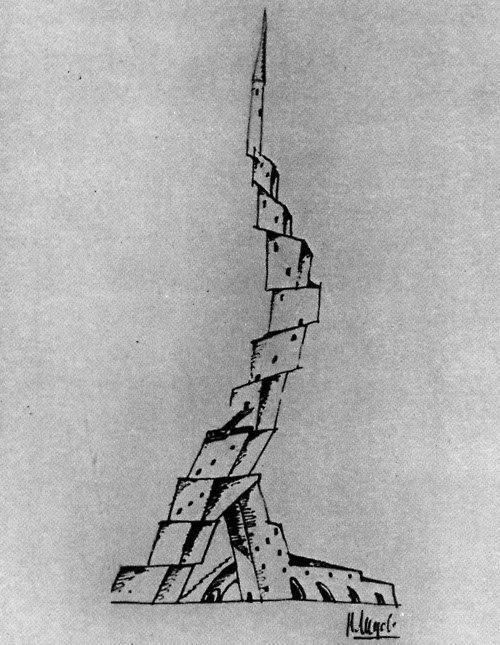
Habitação colectiva (Nikolai Ladovsky, 1920)
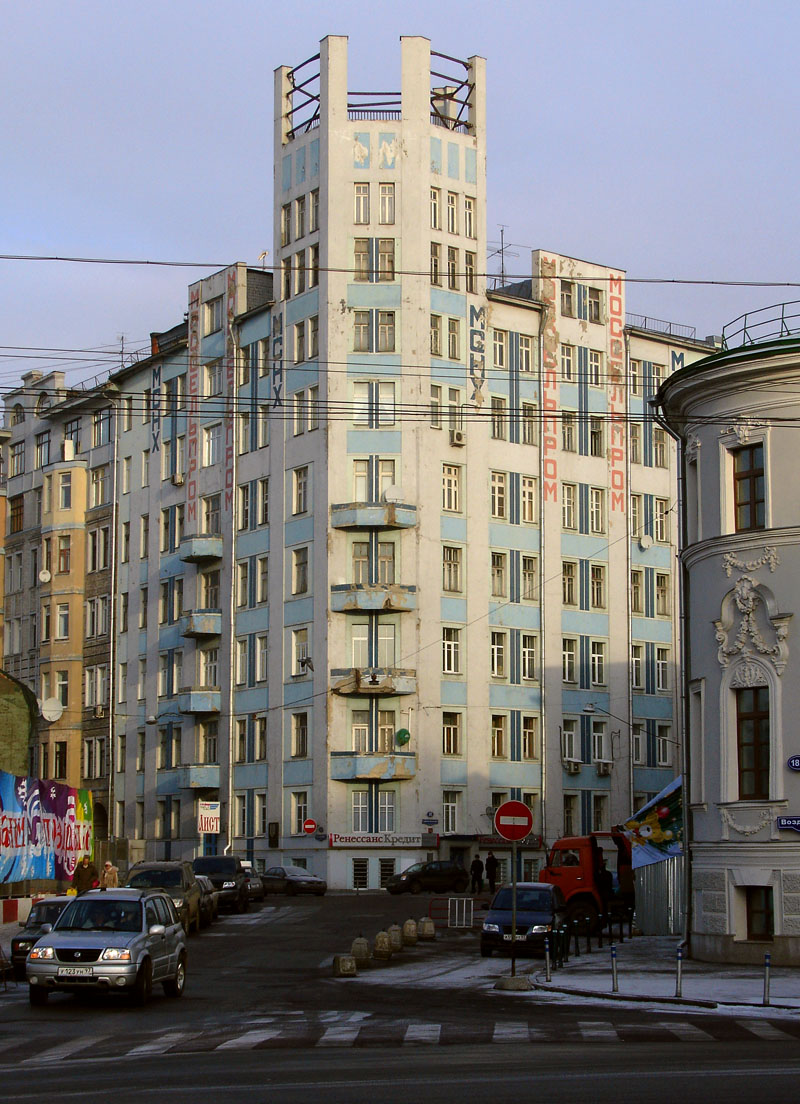
Edifício Mosselprom (David Kogan, 1923–4)
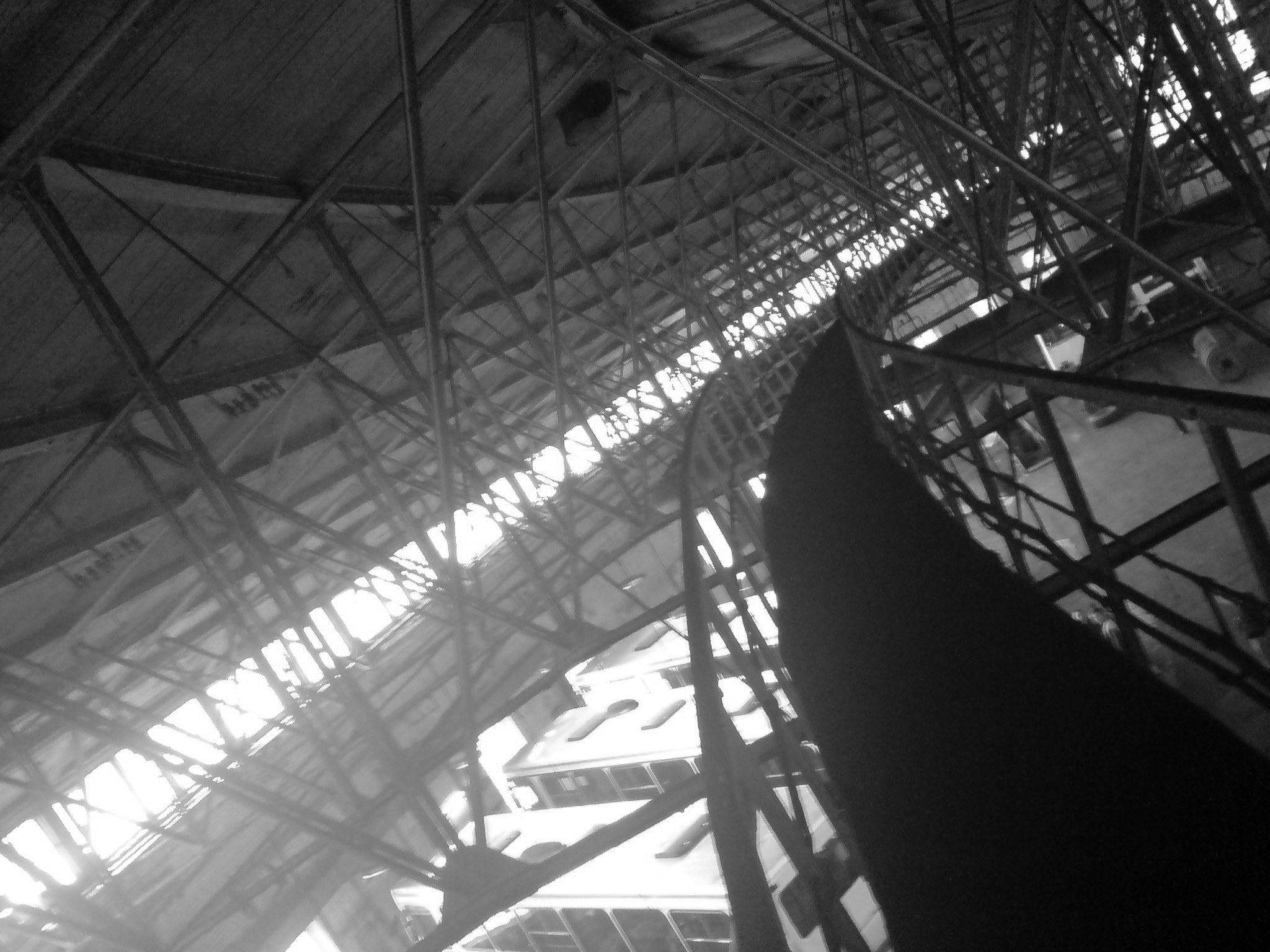
Garagem na rua Novoryazanskaya (Melnikov, 1926)
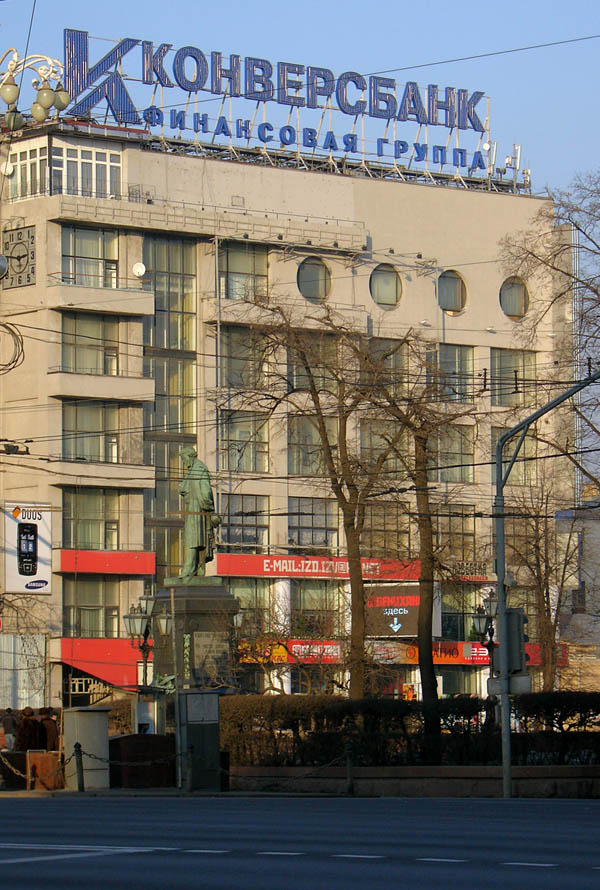
Edifício Izvestia, Moscow (Grigori e Mikhail Barkhin, 1926)
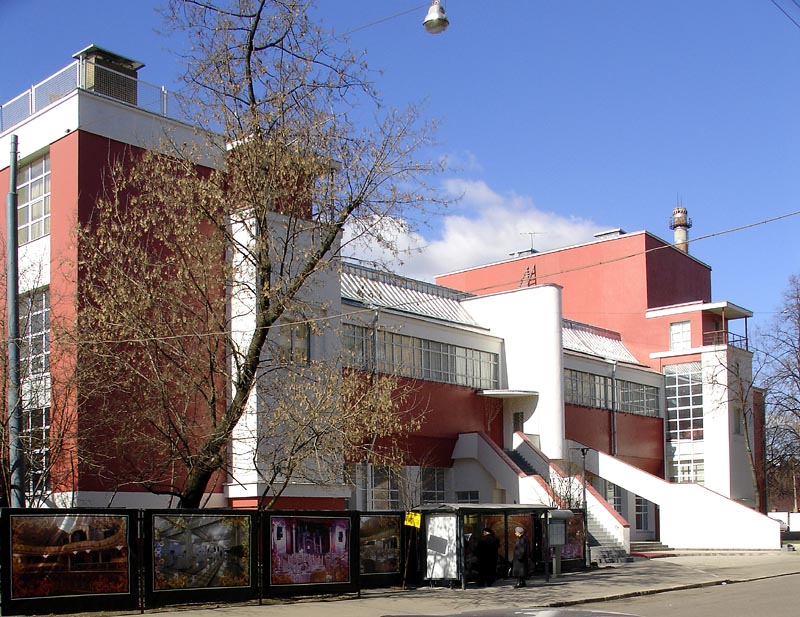
Clube da fábrica Svoboda (Melnikov, 1927)
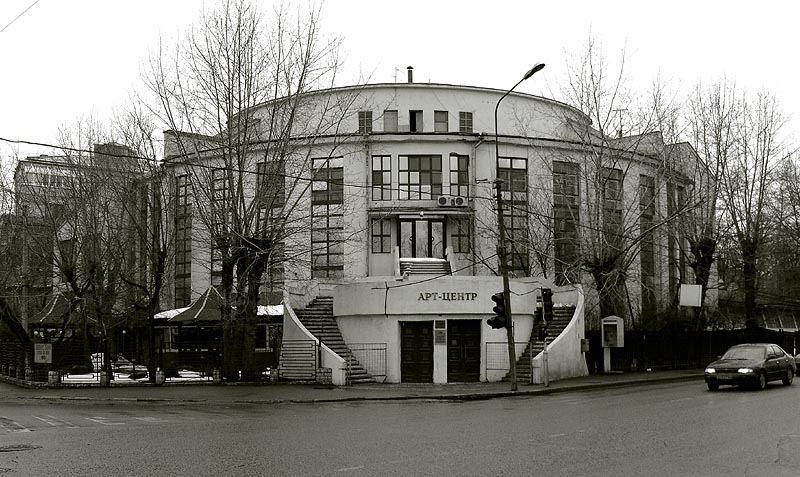
Clube da fábrica Kauchuk (Melnikov, 1927)
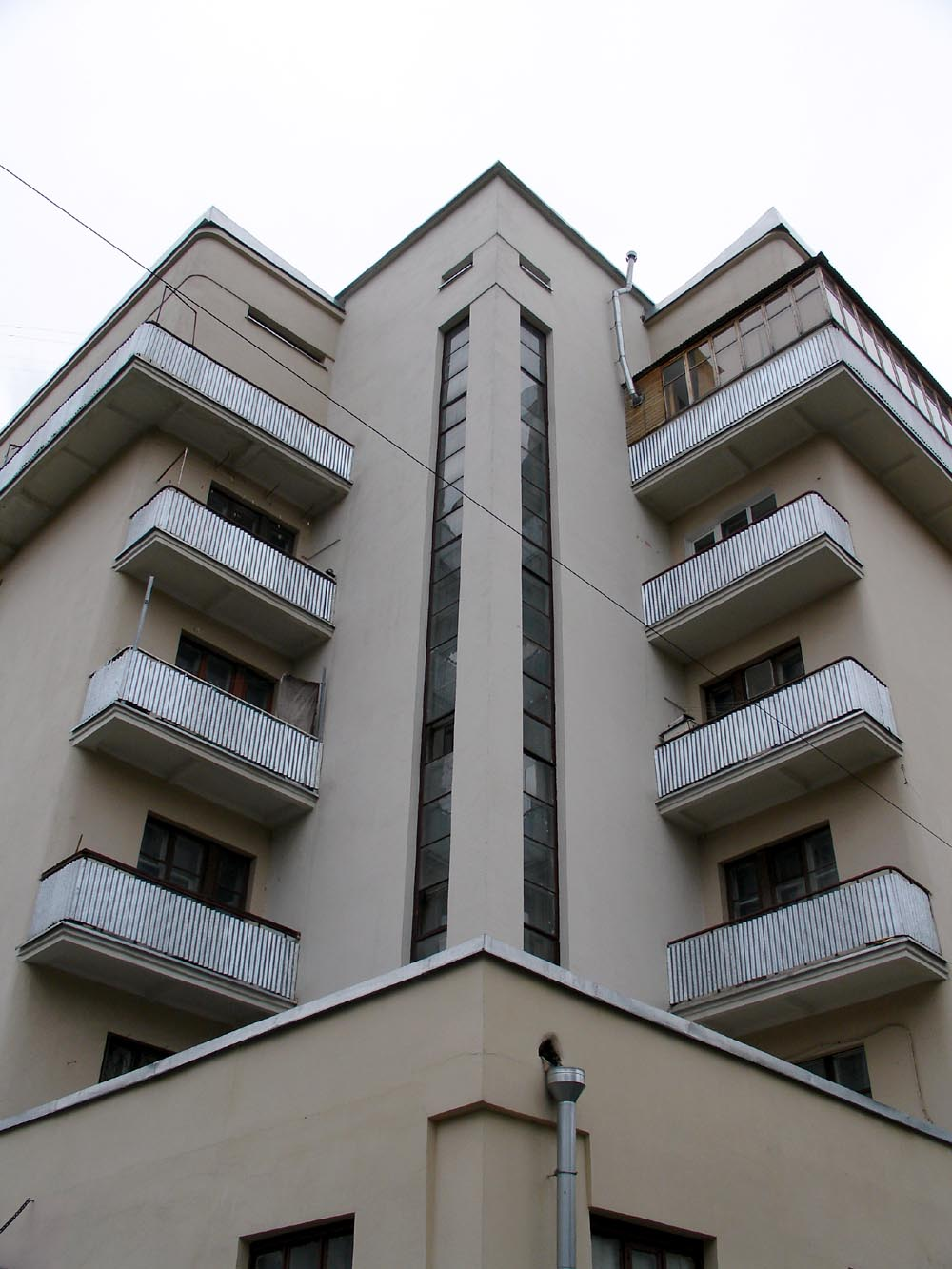
Apartamentos, Zamoskvorechye, Moscovo (fim da década de 1920)
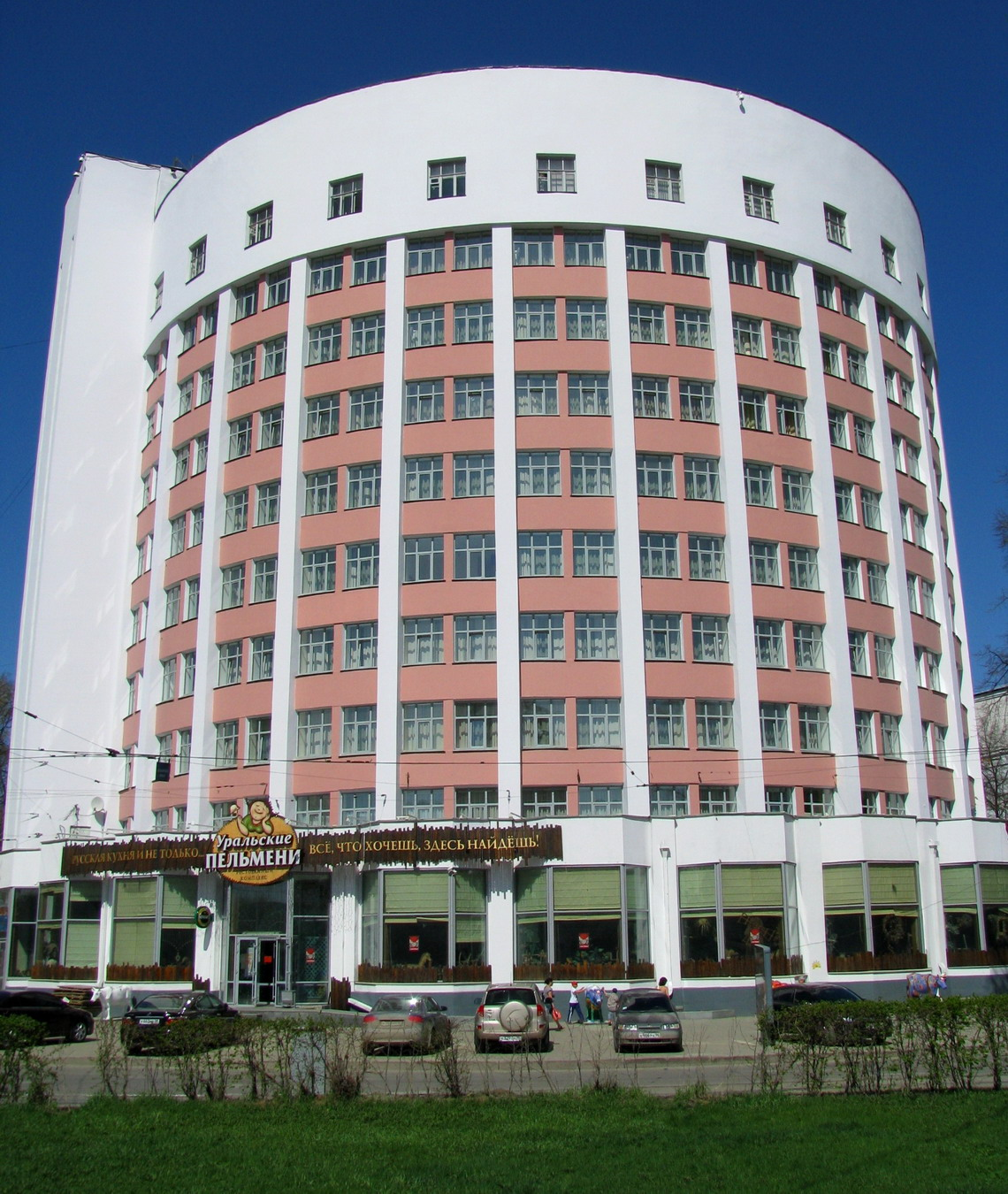
Hotel Iset
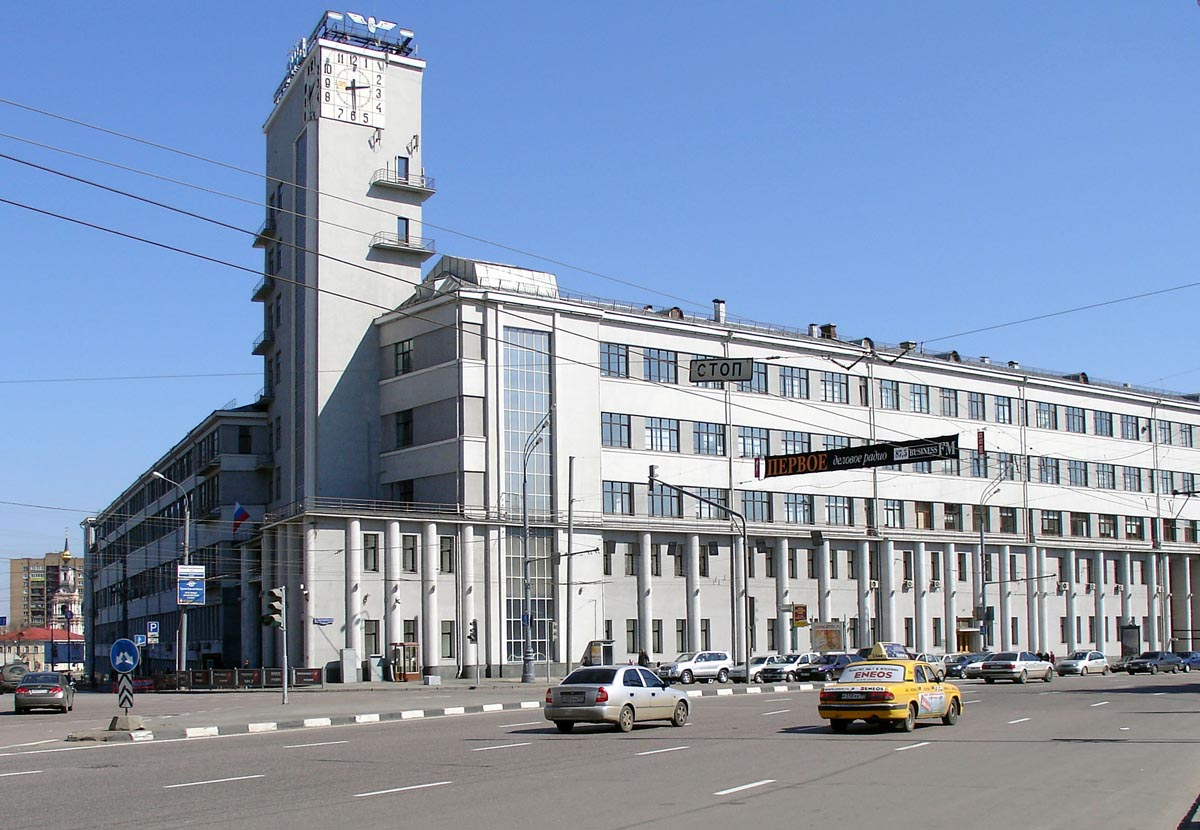
Escritórios para fábrica de motores (Ivan Fomin, 1929)
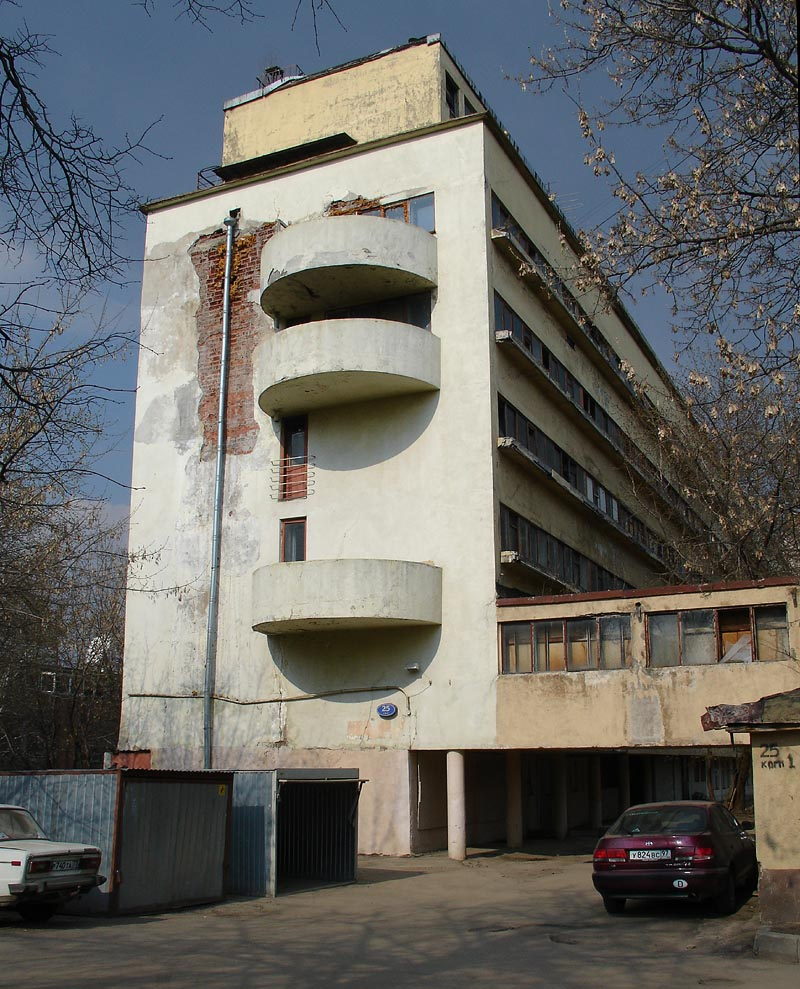
Edifício Narkomfin (Moisei Ginzburg, 1930)
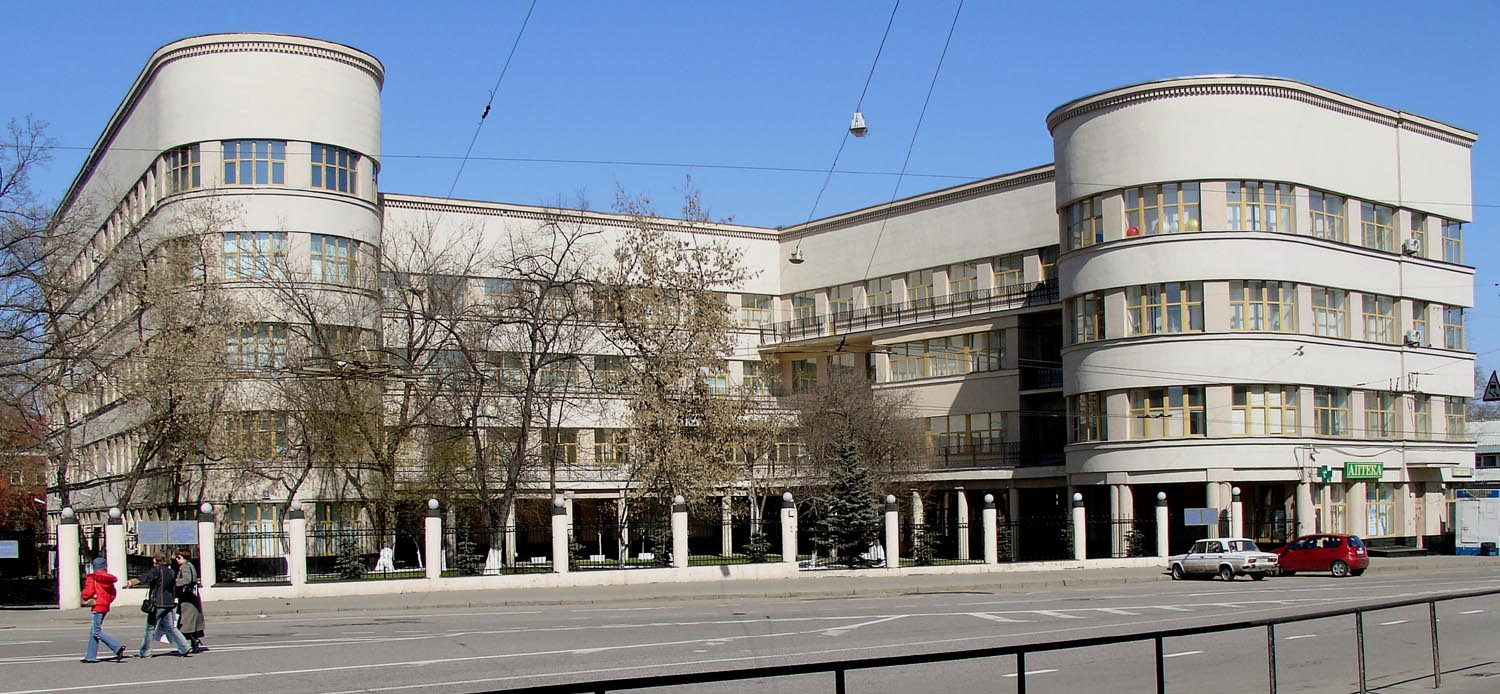
Edifício MPS, Moscovo (Ivan Fomin, década de 1930)
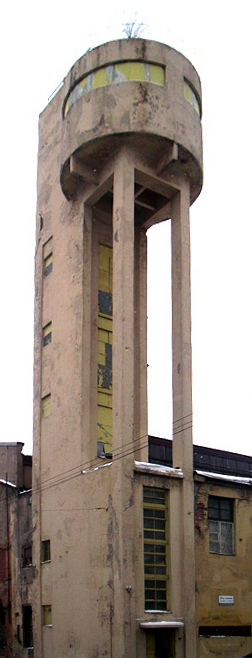
Torre Chernikhov, São Petersburgo (Yakov Chernikhov)
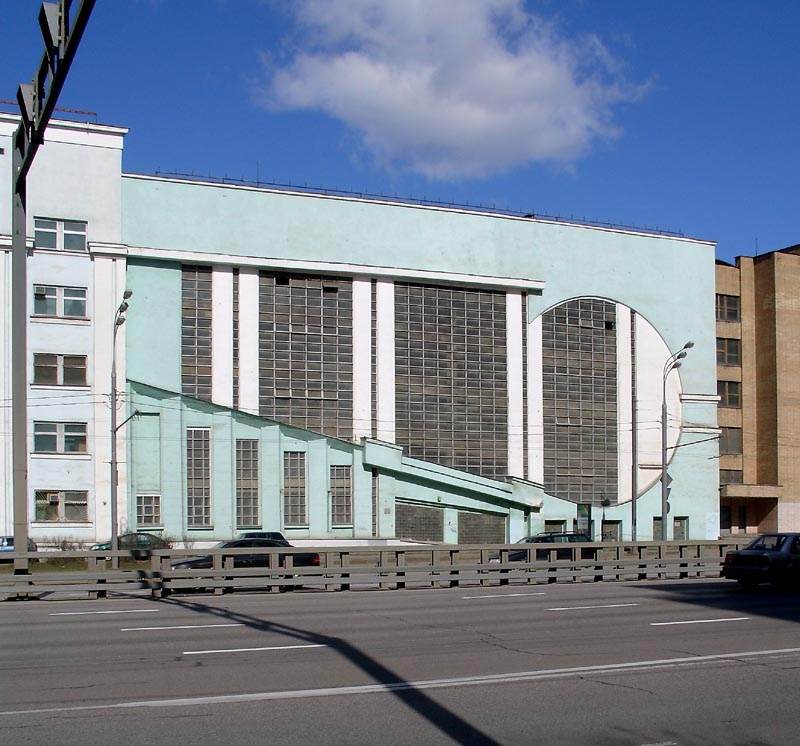
Garagem Intourist(Melnikov, 1934)
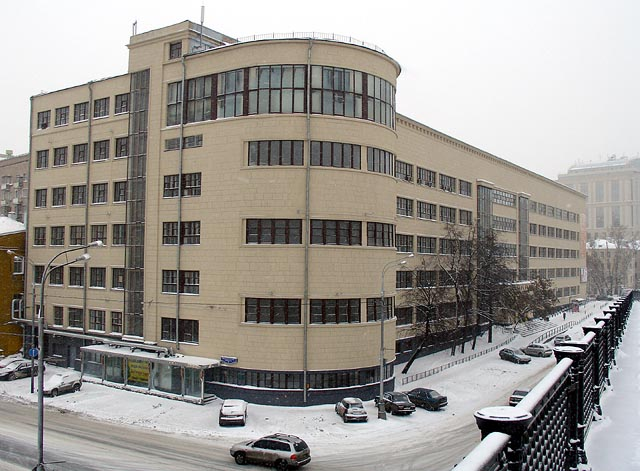
Instituto Têxtil, Moscovo (1930–8)

## Bibliografia

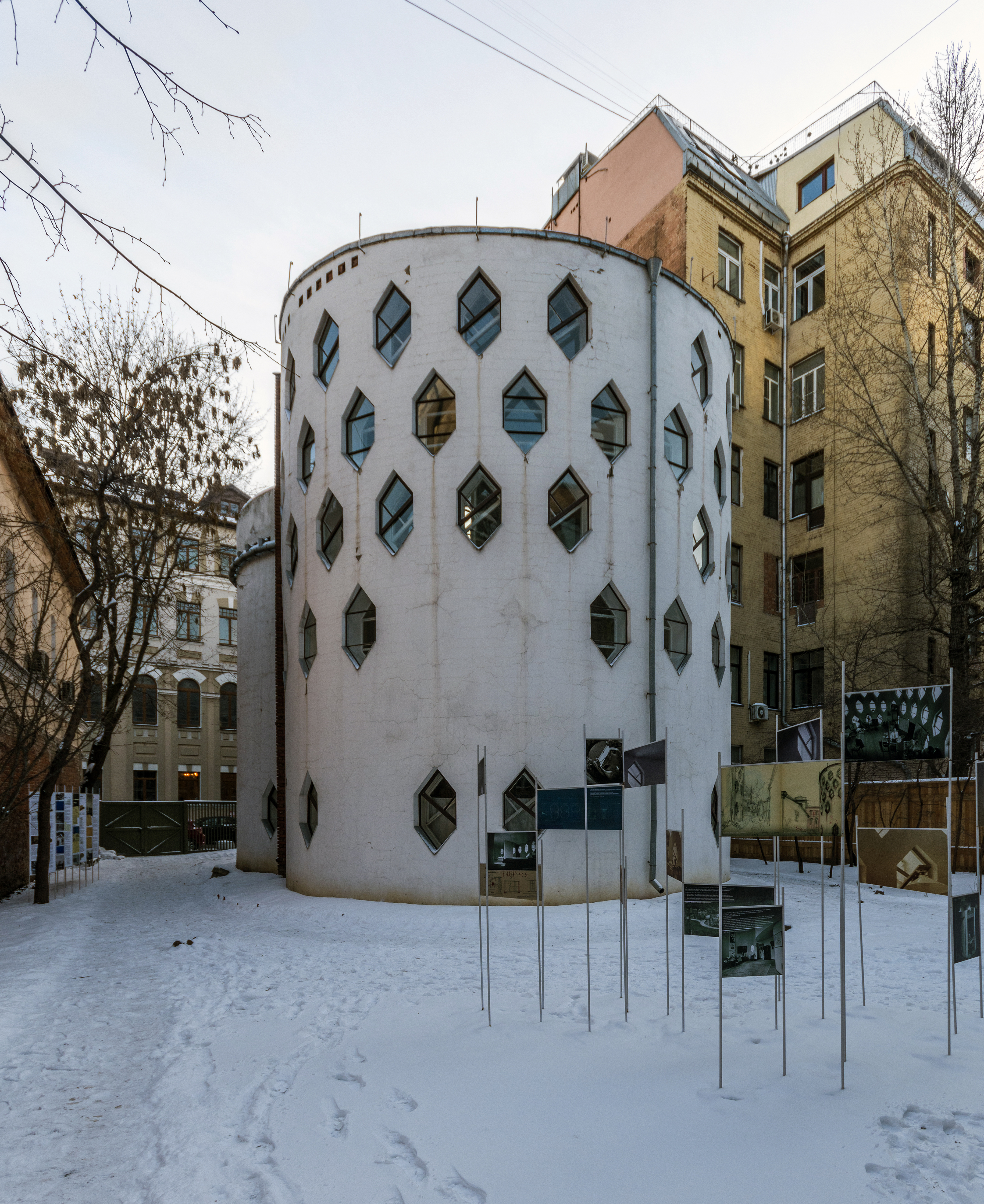
Casa Melnikov perto da Rua Arbat em Moscovo. Actualmente em risco de demolição, a casa está no topo da lista de edifícios ameaçados da UNESCO, e é alvo de uma campanha internacional para a sua preservação.